# فيليب أشورث
فيليب أشورث (بالإنجليزية: Philip Ashworth)‏ هو لاعب كرة قدم بريطاني، ولد في 14 أبريل 1953 في بيرنلي في المملكة المتحدة. لعب مع بلاكبيرن روفرز وسكونثورب يونايتد وغايس غوتنبرغ ونادي بورتسموث ونادي بورنموث ونادي روتشديل ونادي ساوثبورت ونادي ووركينغتون.